# Irina Privalova
Irina Privalova rođena kao Irina Anatoljevna Sergejeva (ruski: Ирина Анатольевна Привалова, Сергеева), (Malakhova, Rusija, 22. studenog 1968.) je ruska atletičarka, višestruka osvajačica olimpijskih medalja.
Karijeru je započela kao sprinterica, natječući se uglavnom u utrkama na 100 te 200 metara. U tim je disciplinama postizala vrhunske rezultate, te je bila višestruka europska prvakinja te medaljašica sa svjetskih prvenstava. Uz to je bila i svjetska prvakinja u štafeti. U kasnijoj fazi karijere odlučila se za promjenu discipline, i to vrlo uspješno, jer je na Olimpijskim igrama u Sydneyu 2000. godine uzela zlato u utrci 400 m prepone, te broncu u štafeti 4x400 m.
U karijeri je Privalova bila vrlo uspješna i na dvoranskim natjecanjima, jer je bila svjetska prvakinja u dvorani na 60 m, 200 m i 400 m. Uz to je još uvijek (2007. godina) aktualna svjetska rekorderka na dionici 60 m u dvorani (6.92 sekundi).